# Страхилово
Страхѝлово е село в Северна България, община Полски Тръмбеш, област Велико Търново.

## География
Село Страхилово се намира в средната част на Дунавската равнина, на около 7 km северозападно от общинския център град Полски Тръмбеш и около 36 km северно от областния център град Велико Търново.
През селото минава третокласният републикански път III-407, който на юг води през Полски Тръмбеш към Велико Търново, а на север през селата Павел и Сова̀та – към Свищов. На около 2 km северно от селото третокласният път пресича минаващия в направление запад – изток първокласен републикански път 3 – част от Европейски път Е83, водещ на запад към Плевен, а на изток – покрай Пейчиново към връзка с Европейски път Е85 и град Бяла.
Надморската височина при сградата на кметството е около 120 m и намалява на север към минаващия през северната част на селото водослив, отвеждащ предимно валежните води на североизток покрай Пейчиново до река Янтра. На север от водослива надморската височина нараства до около 140 m, а на юг – до около 150 m.
Населението на село Страхилово, наброявало 3094 души към 1934 г. и 3232 към 1946 г., намалява постепенно до 707 души към 2018 г.
При преброяването на населението към 1 февруари 2011 г., от обща численост 920 лица, за 815 лица е посочена принадлежност към „българска“ етническа група, за 37 – към ромска и за известна част – не се самоопределят или не е даден отговор. Към 2017 г. преобладаващото население на селото е от ромски произход.

## История
През 1934 г. дотогавашното име на селото „Хѝбилии“ е променено на „Страхилово“. Предполага се, че преди Хѝбилии селото се е наричало „Дисагевец“.
Според предания, първият българин се заселва в тогавашното Хибилии през 1805 г. – Трифон от Полски Сеновец. По онова време селото има 20 – 25 турски къщи и около 60 татарски. До Освобождението българските къщи стават към 60. В селото се преместват да живеят хора от селата Беляковец, Гостилица, Крамолин.
Първото училище в селото е създадено през 1860 г. Вероятно през 1898 г. е създадено читалище „Просвета“. През 1930 г., когато селото е било многолюдно, в него е разкрито и селскостопанско училище, което е съществувало до 60-те години на 20 век.
През 1911 г. в село Страхилово (Хибилии) е открито като прогимназия Народното основно училище „Кирил и Методий“, първите съхранявани документи за което са датирани от 1903 г.
На 16 юли 1948 г. е учредено Трудово кооперативно земеделско стопанство (ТКЗС) „Христо Козлев“ – с. Страхилово. По данни за документите, съхранявани в Държавен архив, Велико Търново, през следващите години стопанството има следното развитие и промени:
- ТКЗС „Христо Козлев“ – с. Страхилово, Великотърновско (1948 – 1958);
- Клоново стопанство – с. Страхилово към Обединено трудово кооперативно земеделско стопанство (ОТКЗС) „Христо Козлев“ – с. Страхилово (1959 – 1974);
- Отраслово плодово-зеленчуково предприятие – с. Страхилово, Великотърновско към Аграрно-промишлен комплекс (АПК) – Горна Оряховица (1974 – 1978);
- Бригада – с. Страхилово, Великотърновско към АПК „Янтра“ – Полски Тръмбеш (1978 – 1982);
- Бригада – с. Страхилово към АПК „Георги Димитров“ – с. Страхилово, Великотърновско (1982 – 1989);
- Колективно земеделско стопанство (КЗС) „Христо Козлев“ – с. Страхилово, Великотърновско (1989 – 1991);
- Земеделска производителна кооперация (ЗПК) „Житен клас“ – с. Страхилово, Великотърновско (1992 – 1992) и
- последно – Земеделска производителна кооперация (ЗПК) „Житен клас“ в ликвидация – с. Страхилово, Великотърновско (1992 – 1995).

Основното училище „Св. св. Кирил и Методий“, на основание Заповед № РД 14 – 140/06.06.2017 г. на Министъра на образованието и науката, е вписано в Регистъра на институциите в системата на предучилищното и училищното образование и е закрито, считано от 15.09.2017 г.

## Население
Преброяване на населението през 2011 г.
Численост и дял на етническите групи според преброяването на населението през 2011 г.:
|                     | Численост | Дял (в %) |
| Общо                | 920       | 100,00    |
| Българи             | 815       | 88,58     |
| Турци               | 0         | 0,00      |
| Цигани              | 37        | 4,02      |
| Други               | 0         | 0,00      |
| Не се самоопределят | 50        | 5,43      |
| Неотговорили        | 15        | 1,63      |

## Религии
Населението на Страхилово изповядва предимно православното християнство.
В селото има православна църква „Света Параскева“, намираща се в близост до пътя Велико Търново – Свищов.

## Обществени институции
Село Страхилово към 2019 г. е център на кметство Страхилово.
Народното читалище „Просвета 1898 – Страхилово“ към 2017 г. е действащо, има групи за изворен фолклор, за стари градски песни, детска вокална група, група за художествено слово и театрална група, а от скоро – танцов състав. Постепенно започват да се възраждат традициите на селото. Правят се седенки, обичая „Жътва“, ходят за билки на Еньовден, празнуват се Бабинден, Осми март, Първи юни, Коледа и други празници.
В Страхилово към 2019 г. има пощенска станция.

## Редовни събития
През социализма събора на селото се е провеждал на 7 ноември, а след 1989 всяка година този празник се отбелязва на 14 октомври „Петковден“.

## Личности
Като кръстник на селото според някои легенди е Страхил войвода.